# Novazzano
Novazzano (in dialetto comasco Novazzàn) è un comune svizzero di 2’346 abitanti del Canton Ticino, nel distretto di Mendrisio.

## Geografia fisica
Il Parco della Valle della Motta ospita giacimenti di argilla marina risalenti al Pliocene.
Sul territorio del villaggio collinare di Novazzano si trovano delle specie anfibie rare, quali in particolare la Rana di Lataste.

## Storia
Seppur la prima citazione storica del comune di cui si ha notizia sia dell'anno 875 (in un documento che cita un tal ser Baltardo de Nepotiano, membro della famiglia  De Novenzano, come messo del vescovo di Como), il villaggio esisteva già parecchio prima, come testimoniato dal ritrovamento di un'ara in frazione Castel di Sotto.
La tradizione vuole che il paese si chiamasse inizialmente Azzano, sorgesse al limitare della palude tra il corso del rio Roncaglia e quello del torrente Faloppia e fosse già esistente al tempo in cui, attorno all'VIII secolo a.C., nella regione arrivarono gli Etruschi. Si racconta poi di una grande alluvione che distrusse completamente il villaggio. Esso venne poi ricostruito sulla vicina collina e prese il nome di "Nuovo Azzano" che poi divenne semplicemente "Novazzano".
Nel VI secolo a.C. nella regione si stanziò un'ondata migratoria gallica che successivamente si integrò con i Romani, giunti in Insubria attorno all'anno 196 a.C.. All'epoca gallo-romana dovrebbero risalire, oltre alla già citata ara, i resti dell'iscrizione di un tempio in località Paü. Della stessa epoca avrebbe potuto essere anche un cippo in località Gall, oggi scomparso, ma che fino al XV secolo veniva citato come Saxum in Gallos.
Più tardi, nell'anno 518 d.C., fu la volta dei Longobardi che controllarono il territorio per due secoli e mezzo circa, quando furono sconfitti da Carlo Magno dando origine al dominio dei Franchi. I toponimi di alcune frazioni e località richiamano la presenza di fortificazioni di epoca medievale, risalenti al periodo della calata dei longobardi. È questo il caso del Castrum suptum Castellum, a Castel di Sotto, e del Castrum apud pontem, a Castellaccio, postazioni difensive erette nel VI secolo.
Tra l'ultimo quarto del secolo VIII e la seconda metà del IX comparve la famiglia De Novanzano (o De Novenzano), vassalli che qui si accasarono e fissarono i confini delle loro terre (che allora si estendevano per circa 700 ha).
Dal 1395 Novazzano fece parte del ducato di Milano, che nel 1499 fu occupato dalle truppe del re di Francia Luigi XII; dal 1512 Novazzano e l'intero Mendrisiotto passarono sotto il governo dei landfogti confederati, diventando un baliaggio.
Tra i secoli XV e XVI, con lo stanziamento nel Mendrisiotto della famiglia veneta dei Fontana, ebbe inizio la storia della frazione di Brusata, toponimo che significa "Bruciata". La località deve il proprio nome a un incendio doloso, avvenuto nell'ambito di una lotta tra fazioni che aveva costretto i Fontana a scappare dal Veneto. L'incendio interessò l'area boschiva allora detta "Selva delle gaggie", dove si trovava la casa dei fratelli Francesco e Giacomo Fontana.
Nel 1803, dopo la nascita della Canton Ticino, Novazzano e il Mendrisiotto sembrarono vicini all'adesione al Regno Italico (a tal punto che, il 31 luglio 1812, il Gran Consiglio ticinese votò a favore dell'adesione); tuttavia, la disastrosa campagna di Russia di Napoleone Bonaparte impedì che ciò avvenisse, confermando l'appartenenza del distretto alla Confederazione Elvetica.
Nel 1821 fu aperta la prima scuola elementare comunale.
Nel 1853, con la cacciata dei ticinesi dalla Lombardia austriaca, Novazzano si trovò ad accogliere numerosi rimpatriati che vennero impiegati nella realizzazione di acquedotti.
Nel 1941 si costituì il consiglio comunale.
Dagli anni 1950 Novazzano e la regione circostante subirono una radicale trasformazione da comune a vocazione agricola a zona residenziale, con la maggior parte della popolazione impiegata nel settore terziario; ne conseguì un rapido sviluppo edilizio e un deciso aumento demografico.

## Monumenti e luoghi d'interesse

### Architetture religiose
- Chiesa prepositurale dei Santi Quirico e Giulitta, attestata dal 1330 ma di origine più antica[2];
- Oratorio dell'Annunciata (inizi XVI secolo), attiguo alla chiesa prepostiturale, cappella iemale a pianta quadrata che ospita affreschi eseguiti da Giovanni Battista Tarilli e dai suoi figli Cipriano e Giovan Domenico;[8]
- Oratorio della Santissima Trinità in località Castel di Sotto;
- Oratorio della Beata Vergine in località Boscherina;
- Oratorio dei Santi Bartolomeo e Bernardo, in località Brusata;
- Campanile romanico della chiesa prepositurale, eretto nel XII secolo[2];
- Via Crucis[senza fonte];
- Frammento di un'ara romana[2][5].

### Architetture civili
- Edifici storici o tipici della civiltà contadina:Il municipio e la chiesa prepositurale dei Santi Quirico e Giulitta

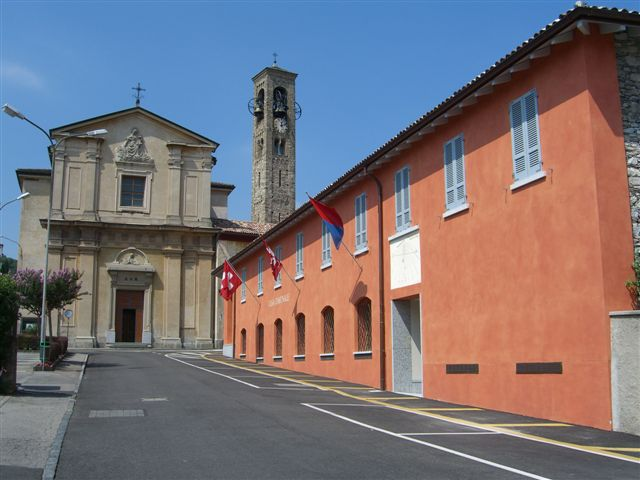
Il municipio e la chiesa prepositurale dei Santi Quirico e Giulitta

  - Antico nucleo di Novazzano[senza fonte];
  - Antico nucleo di Brusata che fu della famiglia di Carlo Fontana, insigne architetto a Roma;[6]
  - Antico nucleo di Castel di Sotto[senza fonte];
  - Masserie contadine[senza fonte];
  - Ex mulini sul torrente Roncaglia[senza fonte].
- Architetture moderne:
  - Oratorio parrocchiale (1940-1941)[senza fonte];
  - Fercasa (1964-1965)[senza fonte];
  - Casa d'abitazione Lambrughi (1973-1974)[senza fonte];
  - Complesso abitativo via Ronco (1990-1992)[senza fonte];
  - Casa Girotondo (1996-1998)[senza fonte].

### Aree naturali
- Ex cava d'argilla in località Castel di Sotto[senza fonte];
- Palude[senza fonte];
- Valle della Motta[senza fonte].

## Società

### Evoluzione demografica
L'evoluzione demografica è riportata nella seguente tabella:
Abitanti censiti

## Economia
A Novazzano si trova lo stabilimento produttivo della Geomag.

## Amministrazione
Ogni famiglia originaria del luogo fa parte del cosiddetto comune patriziale e ha la responsabilità della manutenzione di ogni bene ricadente all'interno dei confini del comune.